# Hanna Klimets
Hanna Klimets est une joueuse de volley-ball biélorusse née le 4 mars 1998 à Baranavitchy. Elle mesure 1,86 m et joue au poste d'attaquante. 

## Clubs
| Club                | De        | À         |
| ------------------- | --------- | --------- |
| Atlant Baranovitchi | 2012-2013 | 2014-2015 |
| Ouralotchka NTMK    | 2015-2016 | 2019-2020 |
| Dinamo Moscou       | 2020-2021 | …         |

## Palmarès
- Championnat de Biélorussie
  - Finaliste : 2013.
- Championnat de Russie
  - Finaliste : 2016.